# Horacio Bruno
Horacio Bruno (Goya, provincia de Corrientes, Argentina; 22 de diciembre de 1931 - Buenos Aires, Argentina; 3 de octubre de 1990) fue un actor de reparto y humorista argentino.

## Carrera
Horacio Bruno, apodado como "El correntino", fue un destacado humorista que incursionó extensamente en el cine argentino, haciendo unos  17 filmes, junto con figuras del cine nacional como Alberto Olmedo, Jorge Porcel, Isabel Sarli, Ana María Campoy, Leonor Benedetto, Rafael Carret, Juan Carlos Calabró, Cristina del Valle, Lorena Paola, Violeta Rivas, Dalma Milebo, Mariano Moreno, entre muchos otros.
En televisión se lució fundamentalmente en el programa Telecómicos junto a Nelly Beltrán, Juan Carlos Calabró, Mario Sapag, Tristán, entre otros .
En teatro trabajo en la famosa Calle Corrientes y en infinidades de espectáculos. Además de animar algunos festivales como el folclórico en donde participaban personalidades como Horacio Guarany y María Helena.
En 1970 grabó un disco bajo la firma de RCA titulado El correntino tiene la manija, donde constaba en dos partes varios de sus famosos cuentos humorísticos. También sacó otro disco simple, El correntino con La charanga correntina.
Durante algunos años fue noticia por sus supuestos poderes sanadores en los enfermos graves.

### Filmografía
- 1965: Nacidos para cantar
- 1966: Una ventana al éxito
- 1967: Mi secretaria está loca, loca, loca
- 1968: La casa de Madame Lulú
- 1969: El bulín
- 1970: Un gaucho con plata
- 1972: He nacido en la ribera
- 1972: Intimidades de una cualquiera
- 1975: Maridos en vacaciones
- 1976: La isla de los dibujos
- 1976: Insaciable
- 1976: Una mariposa en la noche
- 1977: Las aventuras de Pikín
- 1978: Patolandia nuclear
- 1979: El juicio de Dios
- 1983: Diablito de barrio
- 1986: Las lobas.[6]

### Televisión
- 1960: Telecómicos
- 1967: Teatralerías
- 1975: Luminarias 75, conducido por Leonardo Simons.
- 1981/1983: De lo nuestro con humor[7]
- Gente de mi país
- 1990: La bonita página

## Fallecimiento
Horacio Bruno murió el miércoles 3 de octubre de 1990 víctima de un infarto cardíaco. Sus restos descansan en el Panteón Argentino de Actores del Cementerio de la Chacarita. Tenía 58 años.